# 猿面天蛾
猿面天蛾（学名：Megacorma obliqua）是鱗翅目天蛾科的一种，成虫翅长48毫米，体长55毫米。头部黄褐色，复眼较大，黑色。胸部肩板赭黄色，胸部背面白色间杂有灰色毛，下方有弯月形眉纹及由黑蓝色相间的色斑组成的猿面形图案。腹部棕褐色，背线及各体节间有赭色细纹，各细纹间形成灰白色近方形斑。前翅白色，各横线棕褐色，呈波浪状。後翅棕黄色，後缘黄赫色，後角近白色。

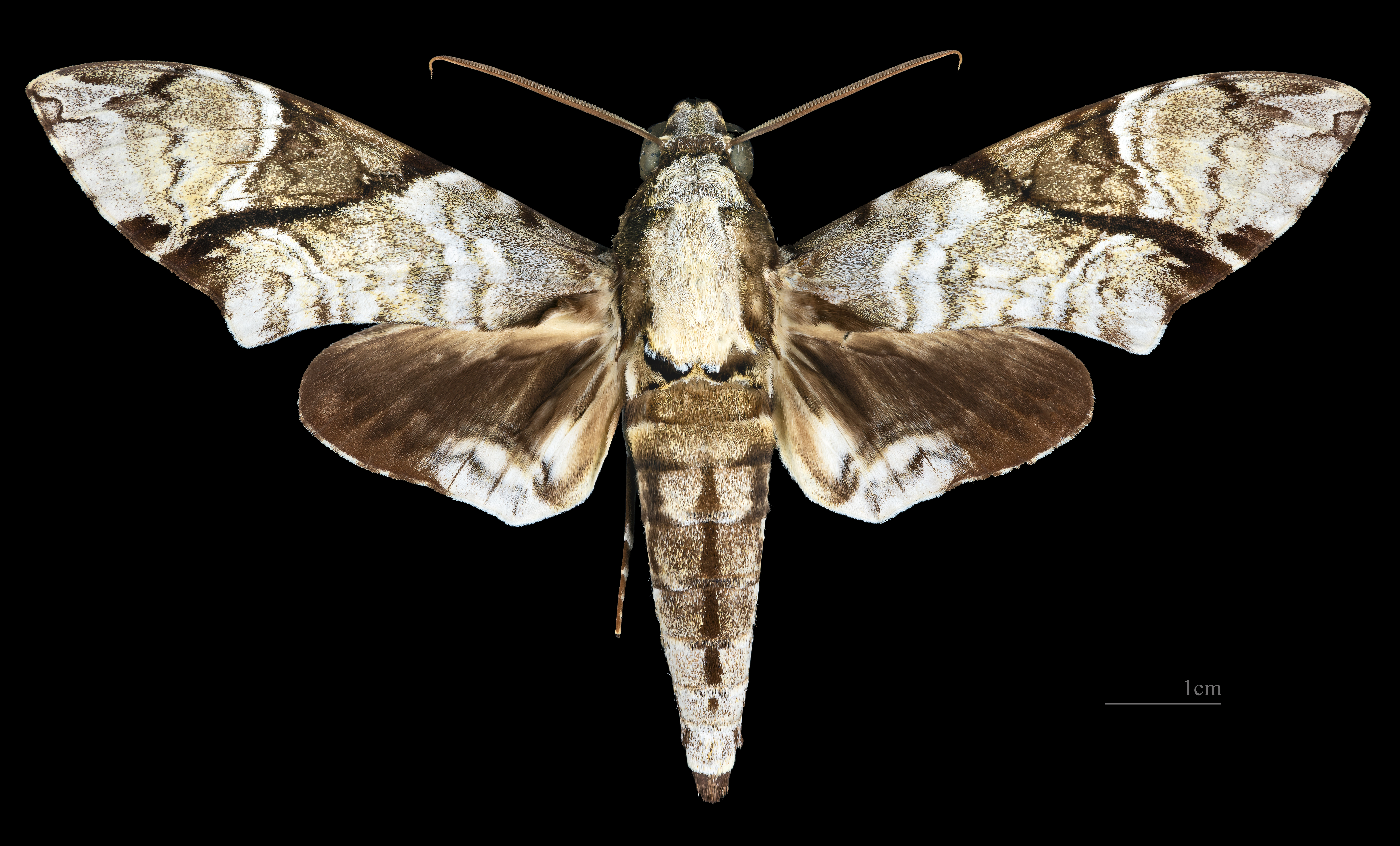
Megacorma obliqua ♂
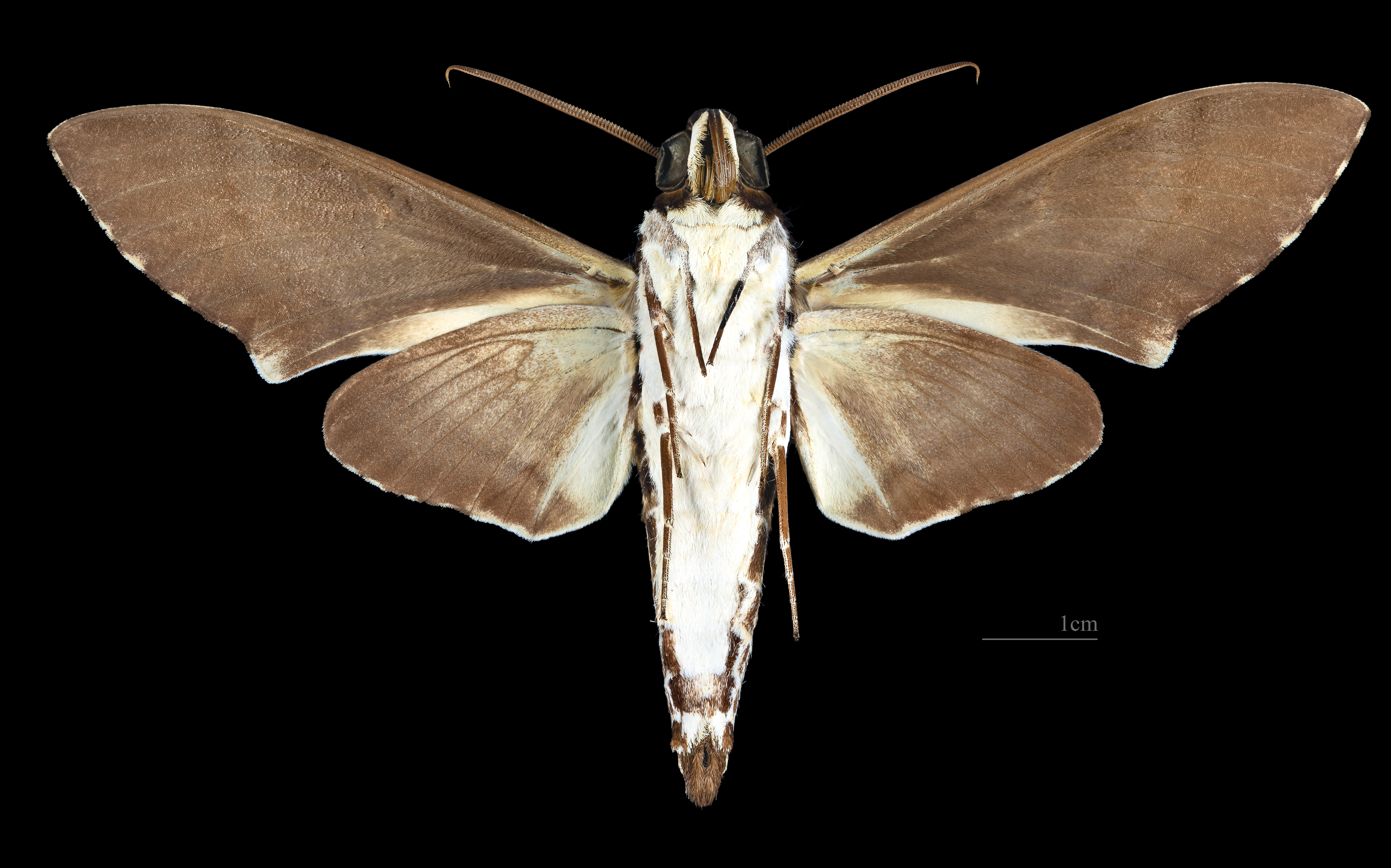
Megacorma obliqua ♂  △
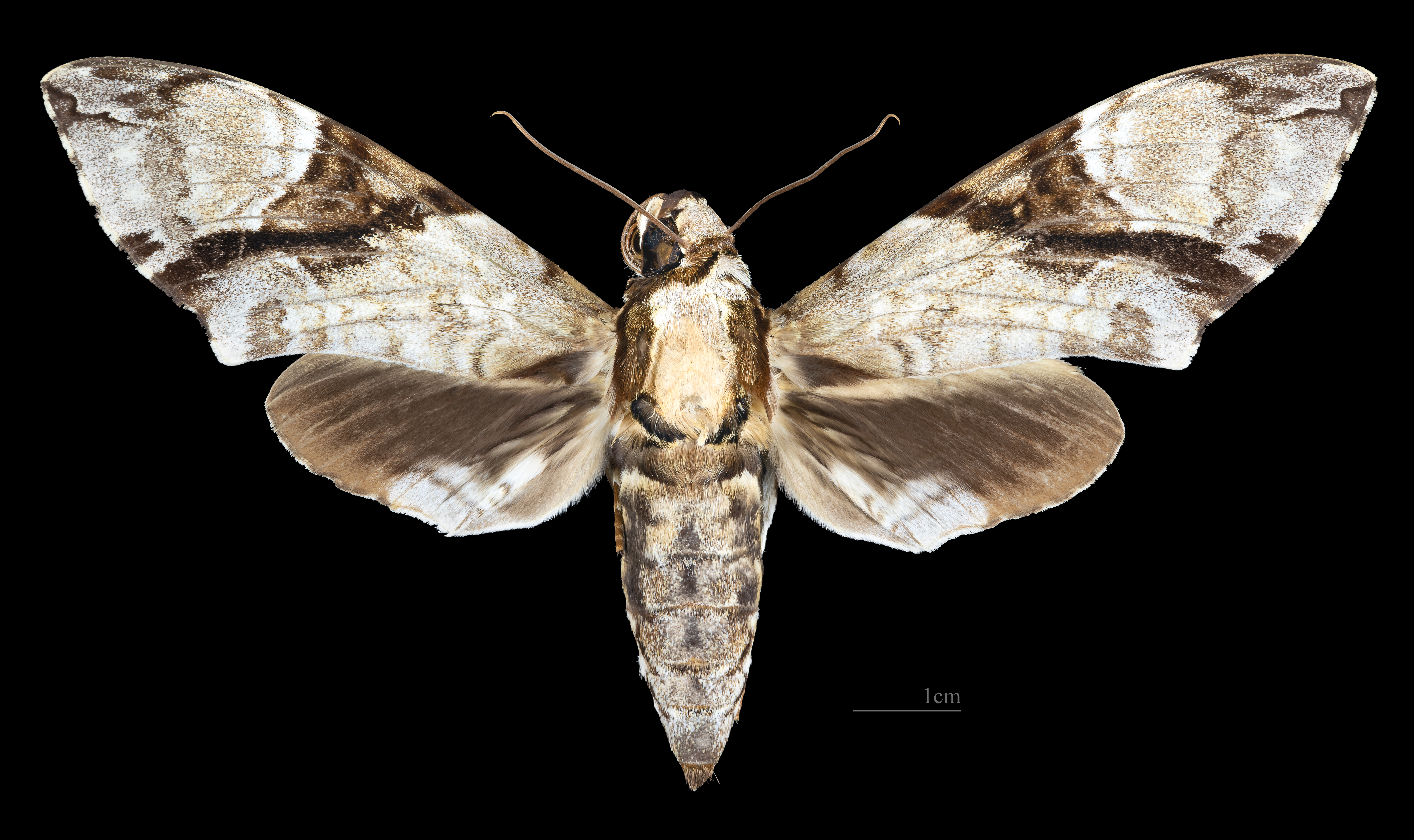
Megacorma obliqua  ♀
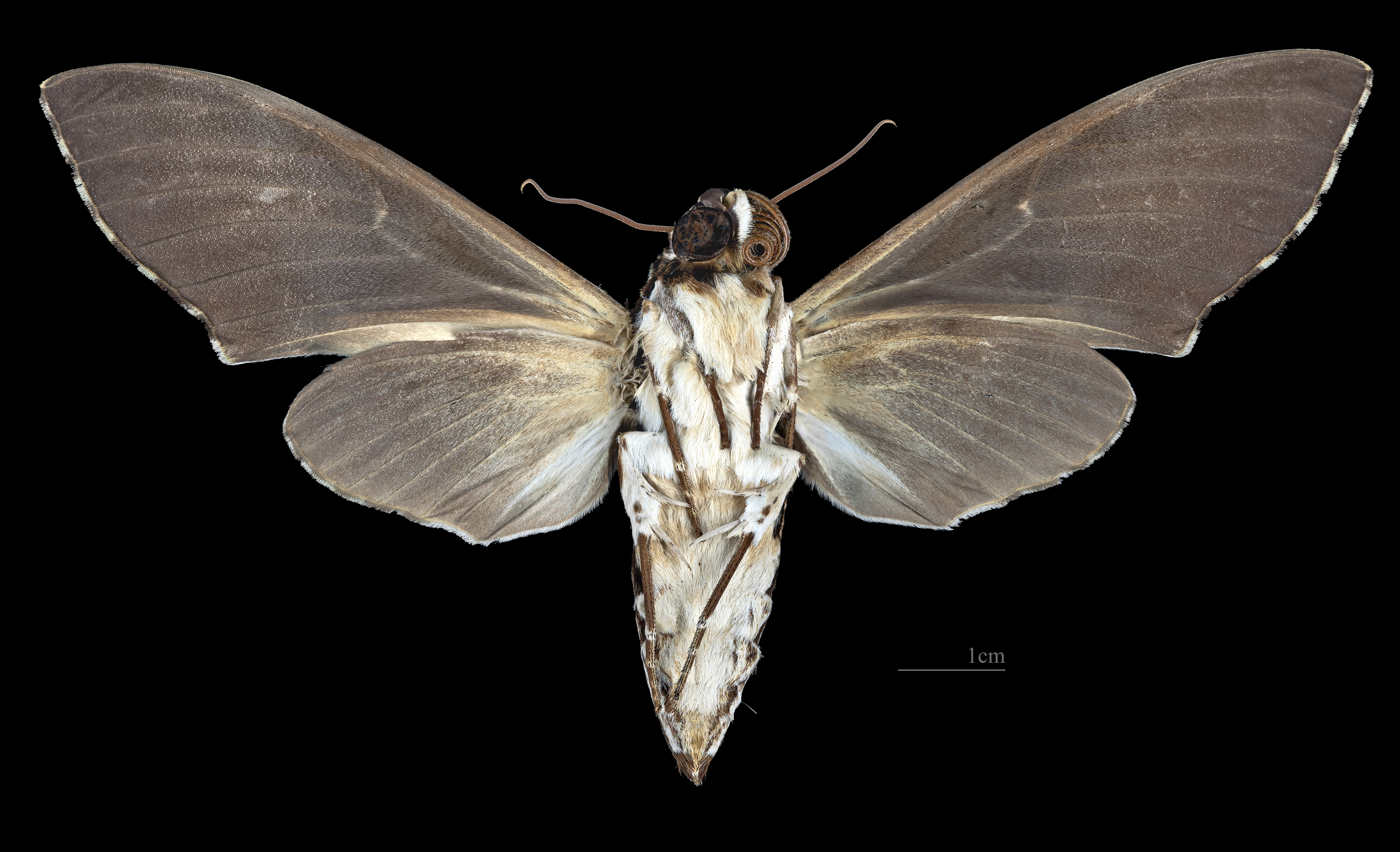
Megacorma obliqua ♀ △

## 外部連結
- 維基物種上的相關：猿面天蛾